# Wikipédia en asturien
Wikipédia en asturien (en asturien : Wikipedia n'asturianu) est l’édition de Wikipédia en asturien, langue ibéro-romane parlée aux Asturies et en Castille-et-León en Espagne. L'édition est lancée en juillet 2004. Son code est : ast.
Au 21 mars 2025, l'édition en asturien contient 137 160 articles et compte 132 160 contributeurs, dont 110 contributeurs actifs et 8 administrateurs.

## Présentation

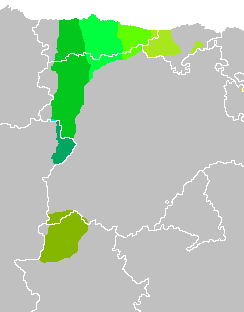
Les domaines linguistique de l'astur-léonais.
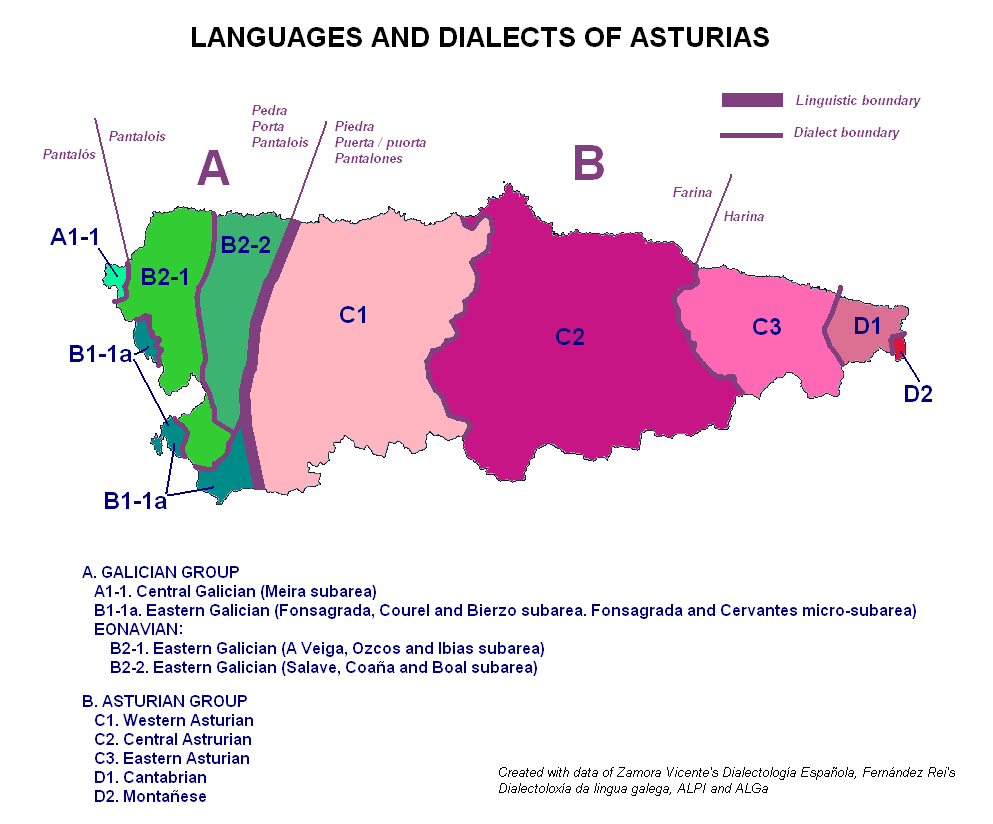
Les zones linguistique aux Asturies.
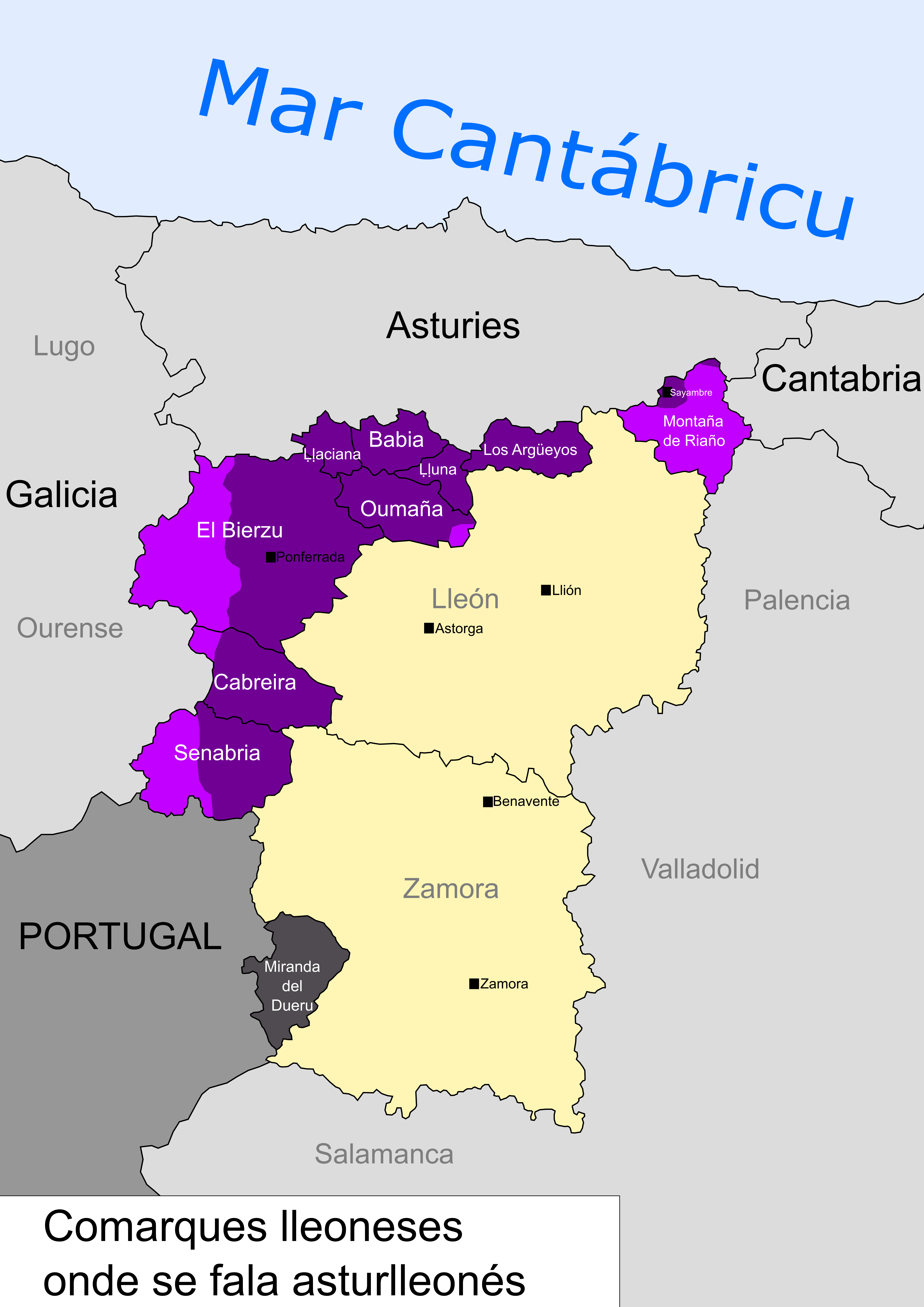
Les zones linguistique dans les provinces de León et de Zamora.

## Statistiques
- En février 2009, l'édition en asturien compte quelque 12 000 articles et 3 400 utilisateurs enregistrés.
- Le 16 juin 2016, le wiki compte 46 329 articles.
- Le 19 septembre 2022, elle contient 130 067 articles et compte 107 663 contributeurs, dont 113 contributeurs actifs et 11 administrateurs.
- Le 27 août 2024, elle contient 136 461 articles et compte 126 732 contributeurs, dont 97 contributeurs actifs et 8 administrateurs.